# Нгуєн Мінь Чі
Нгуєн Мінь Чі (нар. 2 грудня 1955) — в'єтнамський дипломат. Надзвичайний і Повноважний Посол В'єтнаму в Україні.

## Життєпис
Народився 2 грудня 1955 року в провінції Тхай Бінь. Закінчив П'ятигорський державний інститут іноземних мов (РФ) та його аспірантуру.
З 1980 року — працював у МЗС В'єтнаму, в центральному апараті, та в посольствах СРСР, Росії та України (1993—1996, 1999—2002 рр.).
З січня 2014 року — Надзвичайний і Повноважний Посол Соціалістичної Республіки В'єтнам в Україні та Республіці Молдова.
11 вересня 2014 року — вручив вірчі грамоти Президенту України Петрові Порошенку.
Захоплюється волейболом і тенісом.